# Calliste à sourcils bleus
Tangara cyanotis
Espèce
Statut de conservation UICN

 LC  : Préoccupation mineure
Le Calliste à sourcils bleus (Tangara cyanotis) ou Tangara à sourcils bleuâtres, est une espèce d'oiseaux de la famille des Thraupidae.

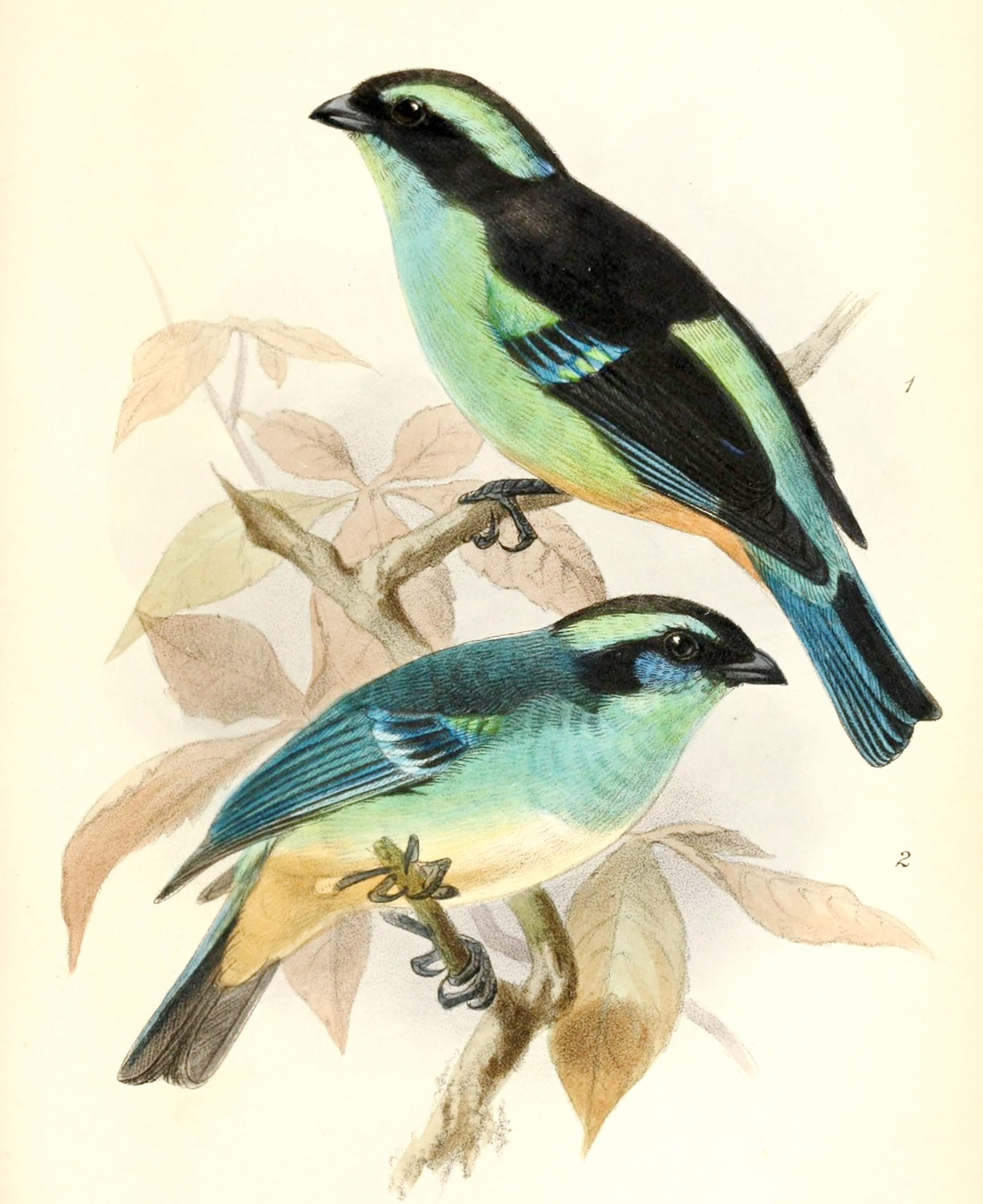
Tangara cyanotis melanotis en haut, Tangara cyanotis cyanotis en bas.

## Sous-espèces
- Tangara cyanotis cyanotis : yungas méridionales
- Tangara cyanotis lutleyi : versant est des Andes, du sud de la Colombie à l'est du Pérou